# Bernard 20
Bernard 20 là một loại máy bay tiêm kích của Pháp trong thập niên 1920, do hãng Société des Avions Bernard thiết kế chế tạo.

## Tính năng kỹ chiến thuật
Dữ liệu lấy từ 
Đặc tính tổng quan
- Kíp lái: 1
- Chiều dài: 7,45 m (24 ft 5 in)
- Sải cánh: 10,80 m (35 ft 5 in)
- Chiều cao: 2,50 m (8 ft 2 in)
- Diện tích cánh: 16,70 m2 (179,8 foot vuông)
- Trọng lượng rỗng: 1.023 kg (2.255 lb)
- Trọng lượng cất cánh tối đa: 1.370 kg (3.020 lb)
- Động cơ: 1 × Hispano-Suiza 12Jb , 300 kW (400 hp)

Hiệu suất bay
- Vận tốc cực đại: 280 km/h (174 mph; 151 kn)

Vũ khí trang bị

- Súng: 2 súng máy 7,7mm (0.303in)